# اچ‌ام‌اس فالکلند (۱۶۹۶)
اچ‌ام‌اس فالکلند (۱۶۹۶) (به انگلیسی: HMS Falkland (1696)) یک کشتی بود که طول آن ۱۲۸ فوت ۶ اینچ (۳۹٫۲ متر) بود.